# Das Münster
Das Münster. Zeitschrift für christliche Kunst und Kunstwissenschaft (Eigenschreibweise das münster) ist eine fünf Mal jährlich erscheinende Kunstzeitschrift, die erstmals im Jahr 1947 erschien.
Das Münster wird von dem Verlag Schnell und Steiner zuerst in München, später in Regensburg in einer Druckauflage (2015) von etwa 1800 Exemplaren vertrieben. Die Zeitschrift umfasst in der Regel 80 Seiten und widmet sich Themen der christlichen Kunst und Kunstwissenschaft. Schwerpunkte sind sowohl die Kunst vergangener Epochen als auch das zeitgenössische Kunstschaffen. Ein Thema ist dabei jeweils der Heftschwerpunkt des Heftes. Autoren sind Kunstwissenschafter und Journalisten. Die Zeitschrift ist in vielen Bibliotheken vorhanden.